# Zvolen (hora)
Zvolen (1403 m n. m.) je hora ve Velké Fatře na Slovensku. Nachází se ve stejnojmenném podcelku ve východní části pohoří. Severním směrem vybíhá z hory hřeben směřující přes vrcholy Malý Zvolen (1372 m) a Končitá (1248 m) k vrcholu Magura (1059 m), za nímž klesá do údolí Revúce. Další hřeben vybíhá k západu a směřuje přes vrchol Motyčská hoľa (1292 m) k sedlu Veľký Šturec (1075 m), které propojuje masív Zvolenu s centrální částí pohoří. Východním směrem vybíhá z hory krátká rozsocha směřující přes vrchol Nová hoľa (1361 m) k Donovalskému sedlu (950 m), které odděluje Velkou Fatru od Starohorských vrchů. Vrchol Zvolenu je výborným rozhledovým bodem s téměř dokonalým kruhovým rozhledem.

## Přístup
- po červené  značce z obce Donovaly
- po červené  značce ze sedla Veľký Šturec
- po žluté  značce z obce Nižná Revúca

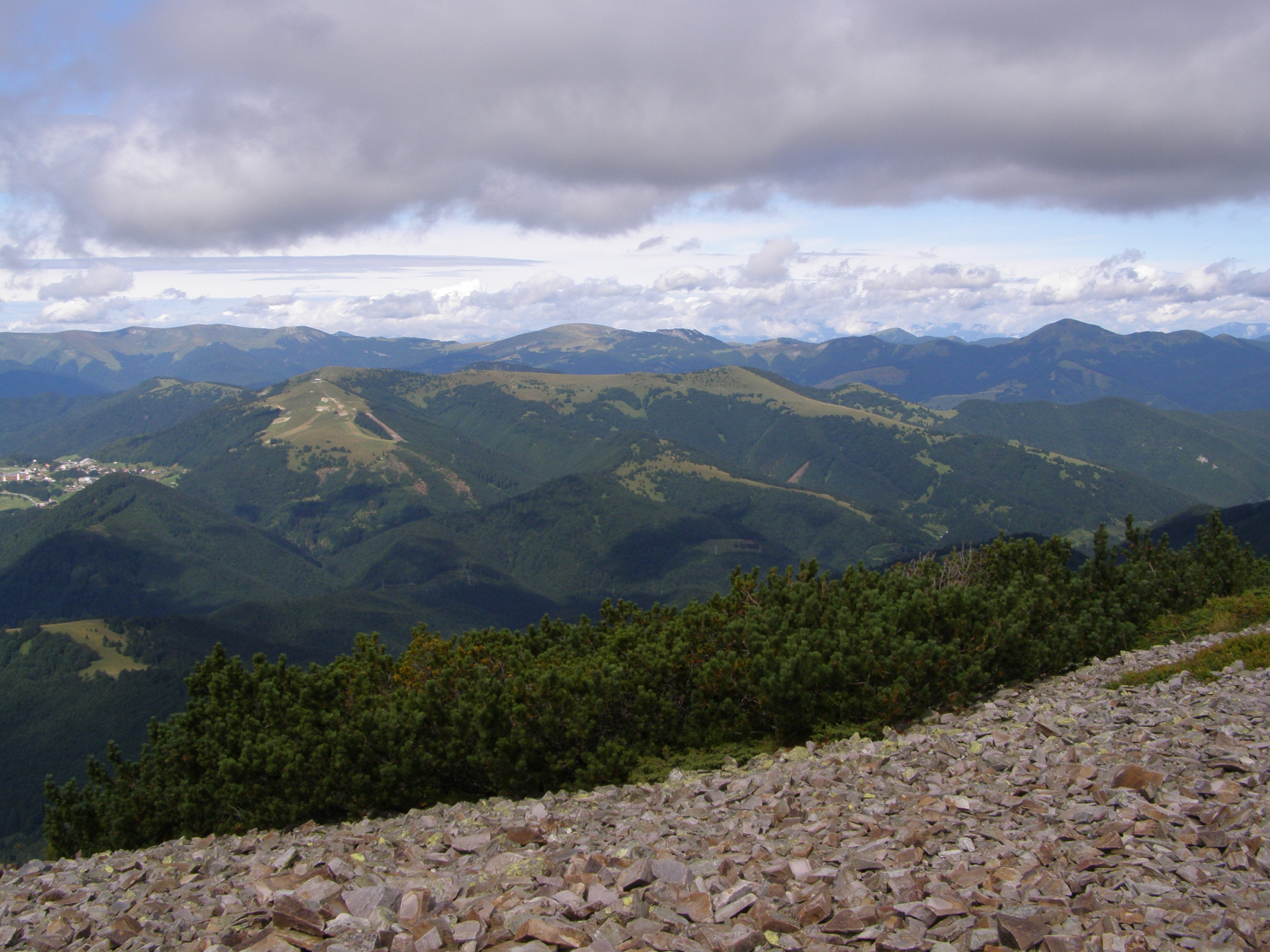
Zvolen z Prašivé